# 崁頂 (臺北市)
崁頂，是臺北市的一個傳統地名，位於今中正區的西南部及萬華區的東南端，包括中正區永昌里的大部分、廈安里南緣一小部分、忠勤里的東半部、龍興里與永功里的三元街以南部分；以及萬華區騰雲里的東部、凌霄里的東南端。

## 歷史
台灣清治末期至日治前期，該地區為一街庄，稱為「崁頂庄」，隸屬於大加蚋堡。該庄北與龍匣口庄為鄰，東與古亭村庄為鄰，南邊隔新店溪與龜崙蘭溪洲庄為鄰，西邊為加蚋仔庄，西北邊為下崁庄。
1901年（日治明治三十四年）11月，崁頂庄為臺北廳直轄，隸屬於第四區。1906年（明治三十九年）1月，第四區改名「古亭村區」。1920年（大正九年）改制為「崁頂」大字，隸屬於臺北州臺北市。1922年4月町目劃分時，崁頂大字併入新成立的馬場町。
戰後臺北市改制為省轄市。1946年2月臺北市劃分為10個區，崁頂地區隸屬於古亭區，馬場町改制為永儀、永寬、永成3里。1968年7月臺北市改制為院轄市。1990年3月，臺北市各區重劃，崁頂地區大部分隸屬中正區，小部分隸屬萬華區。

## 交通
興建中的  臺北捷運  萬大樹林線 通過本區西北角的西藏路但未設站。在鄰近的區域設有植物園站、廈安站。

## 學校
- 古亭國中

## 公園
- 永昌公園